# Jean-Pierre Junius
Jean-Pierre Junius (Dudelange, 28 januari 1925 – ?, 21 februari 2020) was een Luxemburgs kunstschilder.

## Leven en werk
Jean of Jim Junius studeerde aan het Athénée grand-ducal en de Normaalschool in Luxemburg-Stad. In 1946 studeerde hij kunst in Parijs. Hij begon datzelfde jaar zijn carrière als leraar, eerst in Wiltz en vanaf 1955 in Schifflange.
Junius schilderde abstracte landschappen en interieurs. Hij was een van de belangrijkste vertegenwoordigers van de lyrische abstractie in Luxemburg. Hij exposeerde meerdere malen, onder andere tijdens de jaarlijkse salons van de Cercle Artistique de Luxembourg (vanaf 1949), met Roger Bertemes, Lou Kreintz en Marie-Thérèse Kolbach in de Galerie d'Art Municipale in Esch-sur-Alzette (1962) en solo in Galerie d'Art Municipale (1984). In 1995 werd in Grund een retrospectieve gehouden, in 2004 verscheen een monografie.
De schilder ontving voor zijn werk de Prix de la Jeune Peinture (1953), de Prix Grand-Duc Adolphe (1958), de Médaille d'argent des Arts-Sciences-Lettres in Parijs (1959), de Prix Europe de la peinture in Oostende (1966) en de Prix Pierre Werner (1996). In 1974 werd Junius naast onder anderen Albert Hames, Aurelio Sabbatini en Wenzel Profant benoemd tot ridder in de Orde van Verdienste van het Groothertogdom Luxemburg. Zijn werk is onder meer opgenomen in de collectie van het Musée National d'Histoire et d'Art.
Jean-Pierre Junius overleed op 95-jarige leeftijd.